# ドナルド・スレイトン
ディーク・スレイトン(Deke Slayton)ことドナルド・ケント・スレイトン（Donald Kent Slayton、1924年3月1日 – 1993年6月13日）は、アメリカ合衆国のパイロット、宇宙飛行士である。
マーキュリー計画に選抜された7人の宇宙飛行士（マーキュリー・セブン）の中の一人であるが、病気のためマーキュリー計画で宇宙へ行くことはできなかった。その後、NASAの初代宇宙飛行士室長および飛行クルー運用管理者となり、宇宙飛行士のアサインを担当した。1975年のアポロ・ソユーズテスト計画で初めて宇宙へ行き、最年長宇宙飛行士の記録と、選抜されてから実際に搭乗するまでの期間が最も長かった飛行士の二つの記録を樹立した。

## 若年期と初期のキャリア

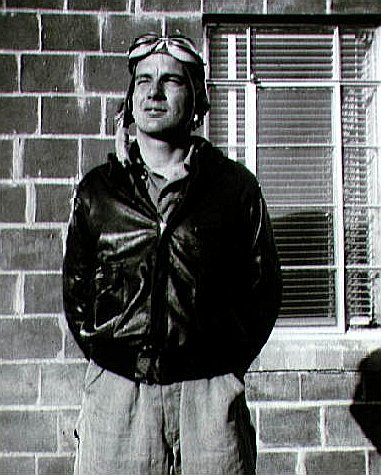
第二次世界大戦中、爆撃機パイロットとして活躍したディーク・スレイトン

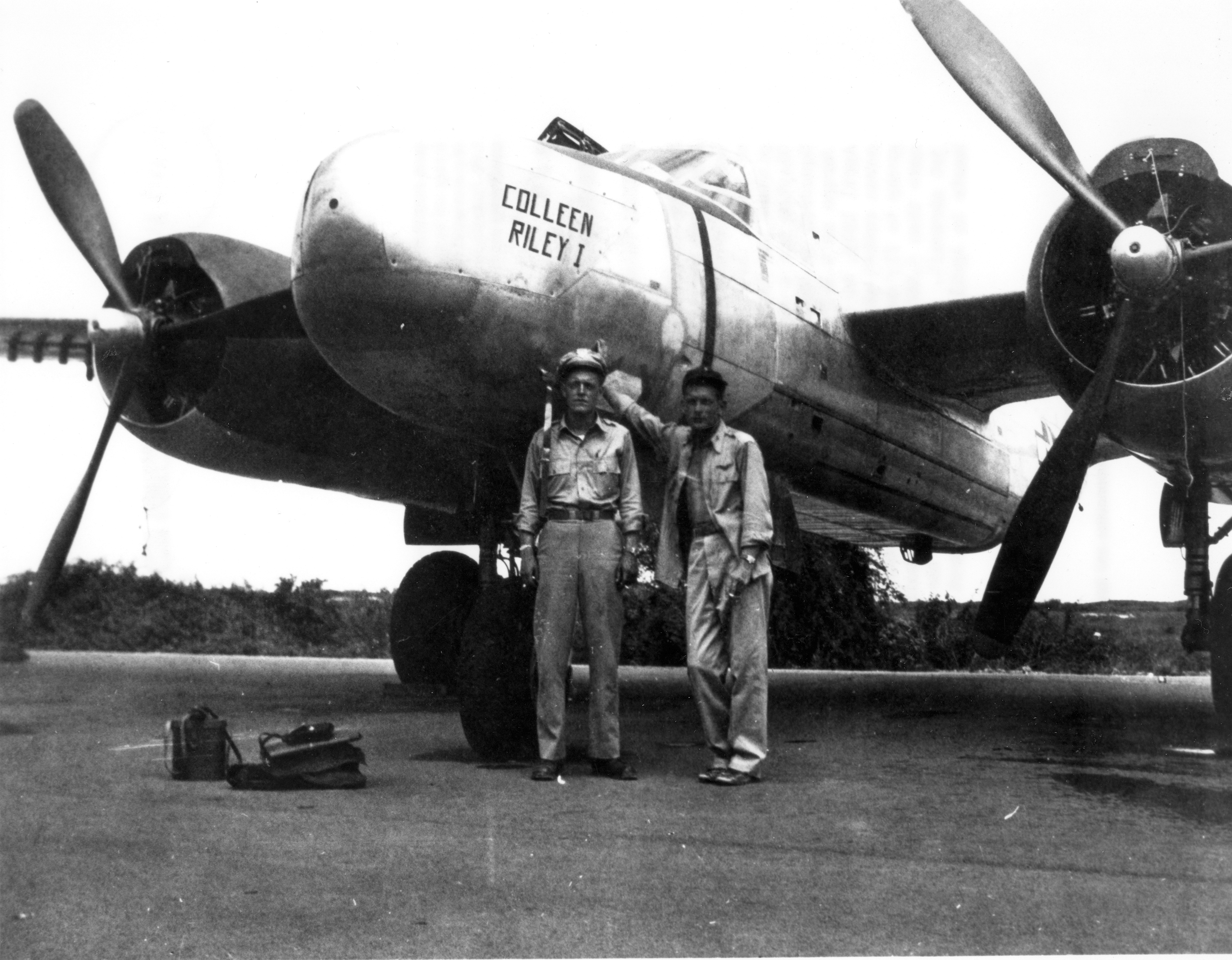
A-26の横に立つディーク・スレイトン（右）

ドナルド・ケント・スレイトンは、1924年3月1日、ウィスコンシン州モンロー郡レオン近郊の農場で、チャールズ・シャーマン・スレイトン（1887-1972）とヴィクトリア・アデリア・スレイトン（旧姓ラーソン、1895-1970）の間に生まれた:9。彼はイングランド人とノルウェー人の血を引いている。幼い頃から農場で羊や牛の飼育、タバコの栽培などを行っていた。スレイトンの幼少期には、家には電気も水道も通っていなかった。5歳のとき、草刈機で左手の薬指を切断した:10–15。レオンの教室が2つしかない小学校に通い、1942年にスパルタ高校を卒業した。高校では、ボクシング、トロンボーン、農業クラブ(FFA)などの活動に励んだ:15–17。

### 第二次世界大戦
1941年、スレイトンが高校3年生の時の12月に真珠湾攻撃が起こり、アメリカが第二次世界大戦に参戦した。スレイトンは当初はアメリカ海軍への入隊を希望していたが、高卒者の飛行士受け入れを開始したアメリカ陸軍航空軍に入隊した:17。高校卒業後、テキサス州サンアントニオに移り、航空士官候補生訓練プログラムに参加した。当初、薬指を切断していたために訓練開始が延期されていたが、飛行に支障なしと判断された。スレイトンはテキサス州バーノンで飛行訓練を開始し、PT-19コーネル、PT-17ステアマン、AT-6テキサンで訓練を受けた。3か月間の基礎訓練の後、スレイトンはテキサス州ウェーコで基礎飛行訓練を受け、BT-13ヴァリアントに乗った。スレイトンは単発の戦闘機を操縦したいと思っていたが、多発機を操縦することになった。スレイトンは、AT-10ウィチタ、セスナAT-12、カーチス18-Iで多発機の訓練を始めた。1943年4月22日に飛行訓練を卒業し、最後に選んだB-25ミッチェルでの飛行を命じられた:18–22。
スレイトンはサウスカロライナ州のコロンビア陸軍航空基地に移動し、3か月間のB-25ミッチェルの訓練を受けた。訓練終了後、第340爆撃群に配属され、バージニア州ニューポートニューズから船でヨーロッパ作戦地域に向けて出発した。北アフリカのゼルニに立ち寄った後、輸送船団はイタリア・ナポリに向かった。ジブラルタル海峡付近を航行中、ドイツ軍の爆撃機と潜水艦の攻撃を受けた:23–24。ナポリに到着した後、第340爆撃隊はサン・ペトラツィオに移動し、スレイトンはバルカン半島で戦闘任務に就いた。6週間後にはフォッジャに移動したが、ヴェスヴィオ火山の噴火で48機が破壊された。その後、スレイトンはサレルノとコルシカ島に出撃し、副操縦士から操縦士に昇格した。ヨーロッパ戦線で56回の出撃を行い、1944年5月にアメリカに帰国した:26–32。
B-25の教官としてコロンビア陸軍航空基地に戻った直後、スレイトンは新型爆撃機A-26インベーダーの操縦を申請して認められた。ミシガン州のセルフリッジ・フィールドに移動して訓練を受け、太平洋戦線への派遣の準備を始めた。1945年7月に沖縄本島に到着し、第319爆撃隊に入隊した。日本上空で7回の戦闘任務に就いたが、日本の抵抗をほとんど受けなかった。戦後はジョージア州オールバニとフロリダ州ボカラトンでB-25の教官として働き、1946年11月に陸軍を除隊した:33–40。

### 戦後
除隊後、ミネアポリスにあるミネソタ大学に入学し、航空工学を学んだ。学生時代は、復員兵援護法（GI法）による支援を利用したり、モンゴメリー・ワードの倉庫で働いたりして生活を支えた。1949年に大学を卒業し、ワシントン州シアトルのボーイング社にエンジニアとして就職した。シアトルでは、下宿をしながらジュニア・デザイン・エンジニアとして働き始めた。ボーイング社では、B-52ストラトフォートレスやKC-97ストラトフレイターなどの開発に携わった:40–47。
大学在学中に空軍予備役軍団に入隊し、ミネアポリス=セントポール国際空港でT-6テキサンのパイロットを務めた。その後、A-26インベーダーやP-51ムスタングが操縦できるようにするため、大尉から少尉への降格を受け入れ、ミネソタ空軍州兵(ANG)に移行した。その後、シアトルに移ったのを機に、ミネソタ空軍州兵を退役した。朝鮮戦争の勃発に伴い、シアトルの空軍予備隊に入隊しようとしたが、予備役の資格が失効しているという理由で拒否された。しかし、ミネソタ州の飛行隊長に連絡を取り、1951年2月に元の飛行隊に復帰するようにとの申し出を受けた。復帰後、スレイトンは当初、視力低下を理由に飛行資格を失っていた。視力回復を待つ間は整備士として勤務し、飛行可能な状態になってからは整備飛行試験士となった:40–49。
1952年、スレイトンは予備役から現役の空軍兵士に転属した。空軍指揮幕僚学校で教育を受けた後、西ドイツのヴィースバーデン陸軍飛行場にある第12空軍司令部に整備検査官として配属された。さらに、西ドイツのビットバーグ基地にある第36航空団でF-86セイバーの操縦士および整備士として勤務した。ドイツ駐留中にマージョリー・ルニー(Marjorie Lunney)と出会い、1955年5月18日に結婚した:52–54。
西ドイツに赴任した当初、スレイトンはアメリカ空軍テストパイロットスクール(TPS)に応募したが、現在の3年間の任務を完了しなければならないという理由で却下された。1955年に再応募して合格し、TPSの55Cクラスに参加した。1955年12月に卒業すると、カリフォルニア州エドワーズ空軍基地のフライトテストセンターでテストパイロットとなった。スレイトンはF-101、F-102、F-104、F-105、F-106をテストした[5]。最初にF-102に配属され、マタドールとジニーのミサイルをテストし、後にF-105のストール・スピン特性をテストした。最初にF-102に配属され、MGM-1とAIR-2のミサイルをテストし、後にF-105のストール・スピン特性をテストした。1958年には、イギリス初の超音速戦闘機であるイングリッシュ・エレクトリック社のP1Bライトニングのテストに協力した:55–65。

## NASAでのキャリア

### マーキュリー・セブン

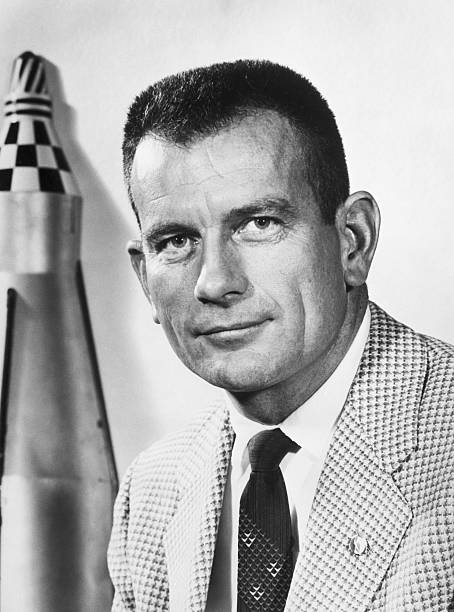
ディーク・スレイトン

1959年1月、スレイトンは、アメリカ初の有人宇宙飛行計画であるNASAのマーキュリー計画の宇宙飛行士の候補者の一人に選ばれた。最初は宇宙飛行には興味がなかったが、宇宙飛行士の選考を受けることに同意した。ワシントンD.C.のカッツ・マディソン邸に置かれた臨時のNASA本部で一次面接を受けた後、スレイトンはニューメキシコ州アルバカーキのラブレース医院で、後に宇宙飛行士となるスコット・カーペンター、ジム・ラヴェルらとともに心理的・肉体的テストを受けた。1959年4月2日、スレイトンは宇宙飛行士に選ばれたことを知らされた。スレイトンは、家族とともにエドワーズ空軍基地からフォート・ユースティス近くの住宅地に引っ越した。近くには同じマーキュリー・セブンの仲間であるガス・グリソムやウォルター・シラーの家もあった:66, 69–75。
スレイトンはNASAに入った後、コンベア社のアトラス LV-3Bロケットの開発に配属された:98。1959年、高Gトレーニング中に心電図検査を受けたところ、心臓の動きが不規則であることが判明した。ブルックス空軍基地で精密検査を受けた結果、特発性心房細動と診断されたが、宇宙飛行には支障なしと判断された:78–79, 85–86。マーキュリー・アトラス4号の軌道飛行では、バミューダの追跡基地で働いた。スレイトンは、アメリカで2回目の有人軌道ミッションであるマーキュリー・アトラス7号に選ばれ、識別名は「デルタ7」とするつもりだった:104–105, 110。1962年初頭、NASA長官のジェームズ・ウェッブは、スレイトンの心房細動に関する調査を開始した。マーキュリー・アトラス7号の打ち上げの2か月前の1962年3月15日、マーキュリー・アトラス7号でのスレイトンの飛行は中止となり、代わりにスコット・カーペンターが飛行することになった:111–114。当初は、マーキュリー計画の他のミッションで飛行する可能性は残されており、スレイトンは定期的な運動と禁酒で健康状態を改善しようとしていた。その後、NASA上層部は、スレイトンが心房細動のリスクを抱えているとして、スレイトンの宇宙飛行は行わないことを決定した:115–116。フライトドクターは、スレイトンが先天性疾患を患っているかどうかを確認するために心臓カテーテル検査を勧めたが、NASA上層部は手術のリスクを考慮してこの提案を拒否した。

### NASAの管理職

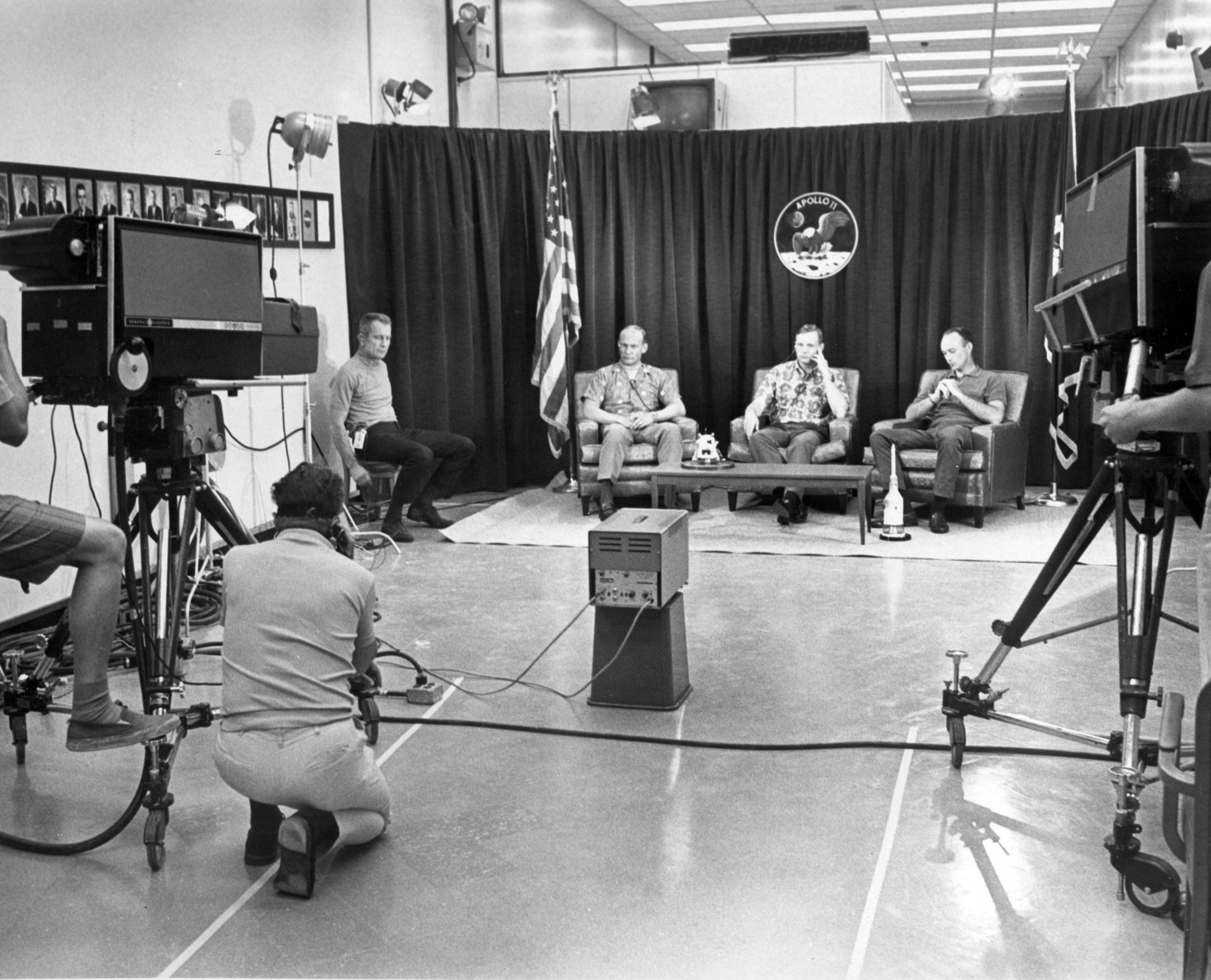
打ち上げ前の最後の記者会見を行うアポロ11号の乗組員と、それを横で見守るスレイトン（左端で横向きに座る人物）

スレイトンは1962年初頭に、新設の宇宙飛行士室のシニアマネージャーに抜擢された。彼の最初の役割の1つは、グループ2の宇宙飛行士を選抜することであり、1962年9月に新しいクラスが発表された。さらに、将来のクルーの割り当てを任され、ゴードン・クーパーをマーキュリー・アトラス9号のミッションに割り当てた:115–122。1963年10月の組織変更で、スレイトンは宇宙飛行士室の管理業務に加えて、飛行クルー運用の副管理者となった。1963年11月、飛行資格を永久に失った後、空軍を退役し、NASAの文民幹部となった。メニエール病により飛行ミッションから外されたアラン・シェパードがスレイトンに代わって宇宙飛行士室長を務めたが、スレイトンは飛行クルー運用の仕事を続け、1966年に管理者に昇進した:133–140。スレイトンは引き続きクルーの割り当てを担当し、ジェミニ計画とアポロ計画の各ミッションで飛行する宇宙飛行士を決定した:166–168, 184。スレイトンは、あるミッションの予備搭乗員に選ばれたクルーが、その後3つ後のミッションで正搭乗員になるという、クルーのローテーションを作った:42。
アポロ1号の火災事故のとき、スレイトンは、事故が起こった34番発射台(LC-34)の建物の中にいた。スレイトンは、この事故で死亡した宇宙飛行士ガス・グリソムの親友だった。スレイトンは、通信の問題を判断するためにカプセル内で作業することを検討しており、火災発生時にはカプセルのすぐ近くで作業していたものと思われる:16–17:185, 189。火災の後、スレイトンは1967年4月に、最初に選ばれたグループの宇宙飛行士たちの会議を招集し、アポロ1号の搭乗員3人を月面着陸の最初の候補者とみなすと発表した:27。
スレイトンは、次のアポロミッションのクルー再配置を監督し、グループ6とグループ7の宇宙飛行士の選抜も行った。その間も心房細動の症状は続いていた。ウェッブ長官はアポロ8号を月周回飛行ミッションとすると決定したが、スレイトンは前任のクルーを月着陸船の経験があるという理由でアポロ9号に変更し、正搭乗員と予備搭乗員の両方をアポロ9号からアポロ8号に移動させた。その結果、予備搭乗員であるニール・アームストロング、バズ・オルドリン、マイケル・コリンズの3人がアポロ11号の正搭乗員となった:200–203, 223–224, 250:58–62, 136–137。
スレイトンは、残りの月面着陸ミッションでも搭乗員の割り当てを行った。アポロ13号では、予備搭乗員に風疹の可能性があり、風疹の免疫を持っていないケン・マッティングリーに感染してミッション中に発症する可能性があったため、スレイトンはマッティングリーの代わりに予備搭乗員のジャック・スワイガートを起用した:288。1969年、スレイトンはアラン・シェパードをアポロ13号の船長に任命するという決定を下した。この決定は、シェパードが以前に宇宙飛行士室長を務めていたことから、一部の宇宙飛行士から利益相反とみなされ、物議を醸した。最終的に、有人宇宙飛行局のジョージ・ミューラー局長が、シェパードをアポロ14号の船長に再任命した。これは、シェパードが長らく宇宙飛行士の任務から離れていたため、追加の訓練の期間が必要と判断されたためである:346–348。アポロ15号の搭乗員が、その記念切手をめぐって非公式に金銭的な取引をしていたこと(Apollo 15 postal covers incident)が明るみに出て、スレイトンはアポロ15号の搭乗員3人を宇宙飛行を行わない部門に再配置し、彼らの宇宙飛行士としてのキャリアを事実上終了させた:496–497。アポロ17号のミッションでは、スレイトンはジョー・エングルを月着陸船操縦士として残すことを支持していたが、NASA上層部からの圧力により、科学者・宇宙飛行士であるハリソン・シュミットに交代させられた:271:450–451。

### 宇宙飛行士への復帰
地上勤務中、スレイトンは宇宙飛行が可能な状態に回復するために、定期的に運動する、ビタミン剤を摂取する、タバコとコーヒーを断つ、アルコール飲料の摂取量を減らすなどの対策をとった。1970年、動悸が頻繁に起こるようになり、抗不整脈薬のキニジンを試験的に毎日に服用し始めた。この治療法は成功したが、薬を飲むことで単独飛行ができなくなることを懸念して、スレイトンは医師の指示に反して服用を中止した。スレイトンは10年間、世界中の医師の診察を受けてきたが、1971年、長期間にわたり心房細動が発生しなかった後でメイヨー・クリニックで診察を受け、冠動脈疾患ではないという診断を受けた。1972年3月13日、NASAはスレイトンが宇宙飛行が可能な状態に戻ったことを発表した:264, 274, 275。

### アポロ・ソユーズテスト計画

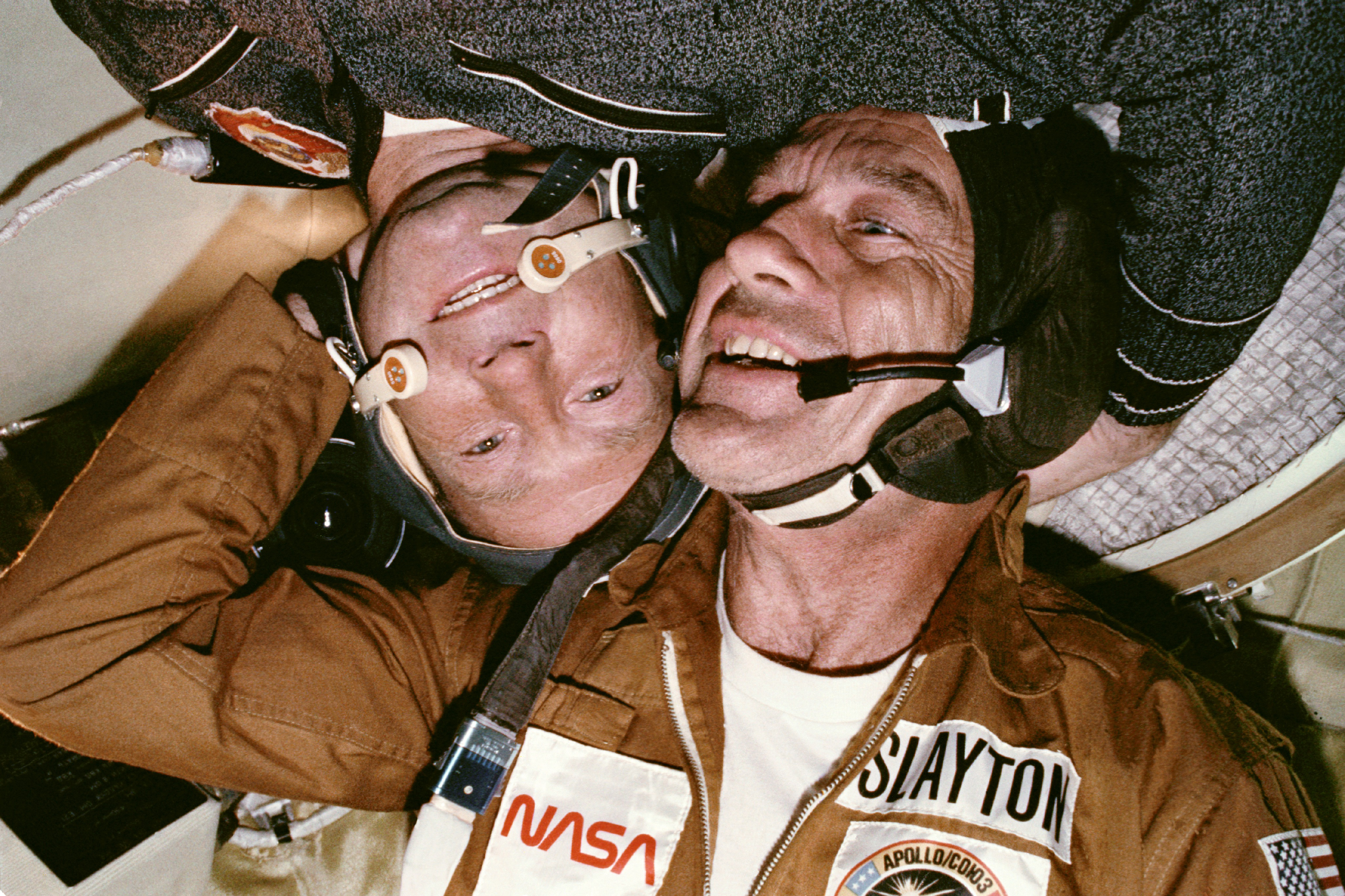
ソユーズ宇宙船にてアレクセイ・レオーノフとスレイトン（右）

1973年2月、スレイトンは、船長のトーマス・スタッフォード、司令船操縦士のヴァンス・D・ブランドとともに、アポロ・ソユーズテスト計画(ASTP)にドッキングモジュールの操縦士として参加した。この計画に参加するアメリカ人クルーは、ロシア語を学び、ソ連のガガーリン宇宙飛行士訓練センターに出向くなど、2年間の訓練プログラムを受けた。スレイトンは、スカイラブ計画の期間中は管理職にとどまり、1974年2月に飛行クルー運用管理者を辞任して、次の宇宙飛行に備えた:280–281, 290:160–166。
1975年7月15日、アポロ18号とソユーズ19号が同日に打ち上げられた。1975年7月17日、2つの宇宙船が軌道上でドッキングし、アポロ18号とソユーズ19号の搭乗員（アレクセイ・レオーノフ、ワレリー・クバソフ）が握手を交わすなど、様々なセレモニーを行った。
地球への帰還時、スイッチの設定ミスにより、宇宙船のRCSスラスターから噴射された有害な四酸化二窒素ガスが室内に充満した。搭乗員は念のためにハワイのホノルルの病院に2週間入院した。入院中にスレイトンの肺に病変が発見され、摘出された。良性と判断されたが、これが宇宙飛行前に発見されていたら、ASTPの搭乗員から外されていた可能性があった:300–305:188–195。スレイトンは51歳で、当時の宇宙飛行士としては最高齢であった。また、選抜されてから実際に搭乗するまでの期間が最も長かった宇宙飛行士でもある。

### スペースシャトル

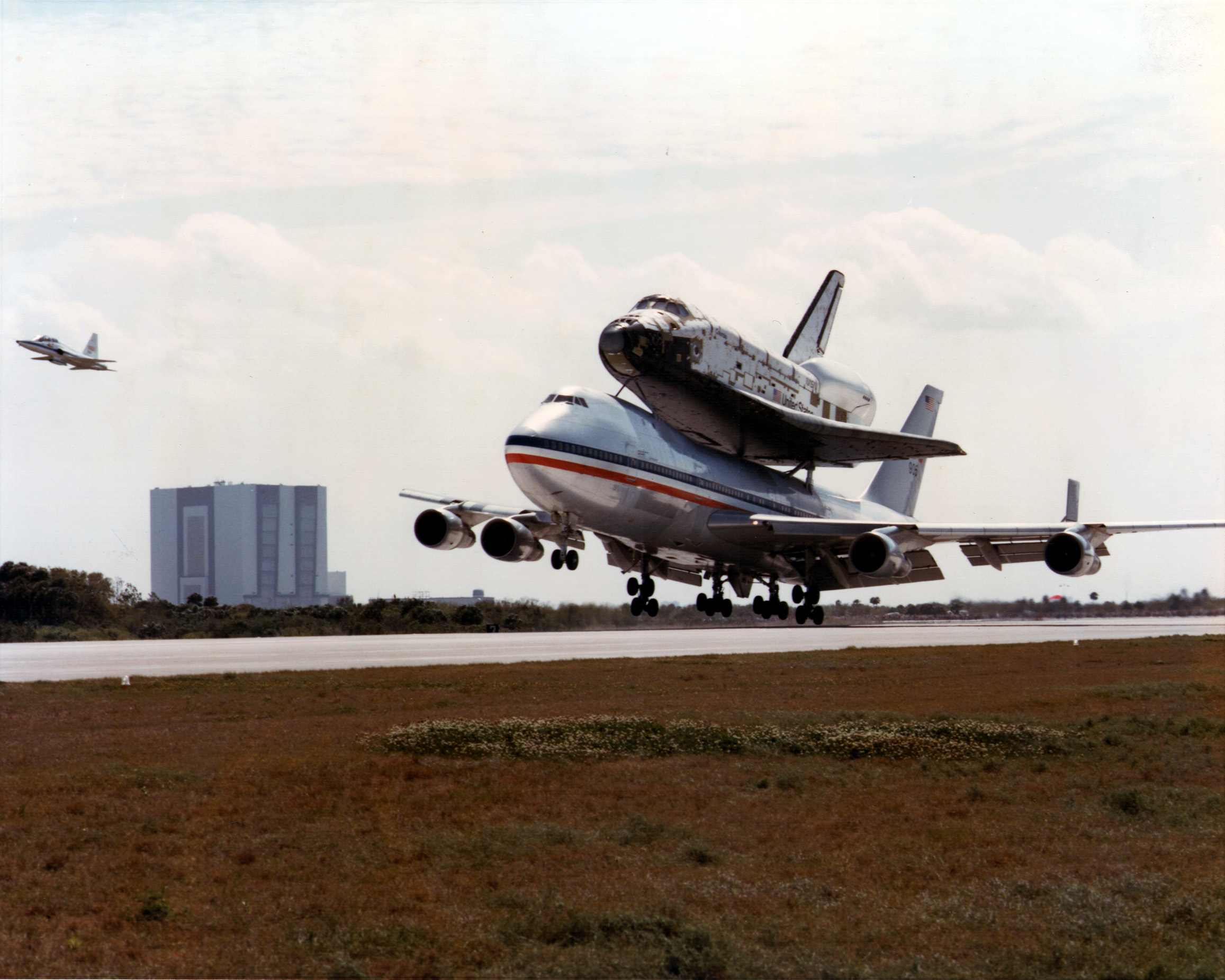
スペースシャトル・コロンビアを乗せたシャトル輸送機(SCA) B747がケネディ宇宙センターに着陸する直前。スレイトンが随伴機のT-38タロン（左端）を操縦した（1979年3月）

ASTPの飛行の前に、スレイトンはクリス・クラフトからスペースシャトル計画の接近・着陸試験(ALT)の管理を割り当てられていた。ALTプログラムでは、スペースシャトル・オービター「エンタープライズ」のテストを開発し、宇宙飛行士を訓練するためにF-104スターファイターやT-38タロンを数機改造した。また、スペースシャトルの開発に携わる一方で、シャトル輸送機(SCA)の開発にも協力した:306–312。
1977年末にALTプログラムが終了し、スレイトンにはスペースシャトルの軌道飛行試験(OFT)の管理が割り当てられた。グループ8の宇宙飛行士を選抜する際、スレイトンは、通常の衛星展開ミッションを2人のクルーで飛行することを想定して、選抜人数を減らすことを提唱した。
STS-1では引き続きアドバイザーを務め、STS-2の着陸時には随伴機のT-38を操縦した。1982年2月27日にNASAを正式に退職した。総飛行時間は7,164時間だった:310–323。

## NASA退職後
NASAを退職した後、スレイトンはヒューストンにある小型商業ロケット打ち上げ会社、スペース・サービシスの社長を務めた。1982年9月9日に打ち上げられたロケット「コネストーガ」のミッション・ディレクターを務め、世界初の民間資金により宇宙に到達したロケットとなった:329–342。
また、スレイトンはエアレースにも興味を持ち、国際フォーミュラワン・パイロン・エアレースの会長やコロンビア・アストロノーティクスのディレクターを務めた。また、アメリカ合衆国運輸省の商業宇宙輸送諮問委員会(COMSTAC)の委員を務めた:323–328。
1991年より宇宙史家のマイケル・キャスットと協力して"Deke!: U.S. Manned Space from Mercury to the Shuttle"という自叙伝を執筆しはじめ、彼が亡くなった翌年の1994年に出版された:343。また、1994年にアラン・シェパードと共同で『ムーン・ショット 月をめざした男たち』(Moon Shot: The Inside Story of America's Race to the Moon)という本を執筆している。

## 私生活
スレイトンは1955年5月18日にマージョリー・“マージ”・ルニー(Marjorie "Marge" Lunney, 1921–1989)と結婚した。1957年4月8日にケント・シャーマン(Kent Sherman)という子供が生まれた:345。マージとは1978年4月に離婚し、スレイトンはジョンソン宇宙センターの近くのコンドミニアムに引っ越した:308, 312。1983年10月には、同じくNASAに勤務していたボビー・ベル・ジョーンズ(Bobbie Belle Jones, 1945-2010)と結婚し、亡くなるまで添い遂げた:350:318。
ディーク(Deke)というニックネームで呼ばれるようになったのは、テストパイロット時代に、ドン(Don)という名の別のパイロットが同じ職場にいたためである。スレイトンは当初はイニシャルの"D.K."で呼ばれていたが、やがて"Deke"と短縮された:58。
1992年、スレイトンは悪性の脳腫瘍と診断された。1993年6月13日、テキサス州リーグシティの自宅で、69歳で亡くなった。
スレイトンが亡くなった4時間後の午前7時57分、カリフォルニア州のジョン・ウェイン空港上空で、スレイトンの愛機のW-17スティンガー（登録番号N21X）が多くの人に目撃された。さらに、その発する音が当地の騒音規制を超えているとして、連邦航空局(FAA)は、当該機の所有者であるスレイトンの自宅宛に警告書を出した。ところが、その時間にはスレイトンは亡くなっており、スレイトンの愛機は既にネバダ州の航空機博物館にエンジンを取り外した状態で収蔵されていた。

## 賞と栄誉
軍とNASAからの勲章
|                       |  |             |
| Gold star · Gold star |  |             |
|                       |  |             |
|                       |  | Bronze star |

| 殊勲飛行十字章                       | 殊勲飛行十字章       | エア・メダル                                     |
| NASA特別功労章 5/16インチ星章2つ付き | NASA優等勤務章       | NASAアウトスタンディング・リーダーシップ・メダル |
| NASA宇宙飛行章                       | アメリカ従軍章       | ヨーロッパ・アフリカ・中東戦役従軍章             |
| アジア・太平洋従軍章                 | 第二次世界大戦戦勝章 | 国防勲章 従軍星章1つ付き                         |

スレイトンは、そのキャリアの中で、および引退後も、様々な組織から数多くの賞を受賞している。
- 1972年 - 実験テストパイロット協会（英語版）(SETP) ジェイムズ・H・ドーリットル賞（英語版）、アイヴン・C・キンチェロー賞
- 1976年 - 国際航空連盟(FAI) ユーリ・ガガーリン・ゴールドメダル[20]
- 1976年 - 米国宇宙航行学会（英語版）(AAS) 飛行功績賞
- 1976年 - 米国心臓協会 ハート・オブ・ザ・イヤー賞
- 1977年 - アメリカ航空宇宙学会(AIAA) 会長特別賞
- 1978年 - コリアー・トロフィー

1990年5月11日にアメリカ宇宙飛行士殿堂、1990年に国際宇宙殿堂、1996年に全米航空殿堂、2001年には国際航空宇宙殿堂を果たしたにそれぞれ殿堂入りした。
スレイトンは、実験テストパイロット協会(SETP)と米国宇宙航行学会(AAS)のフェロー、アメリカ航空宇宙学会(AIAA)の準フェローである。また、実験航空機協会、コメモラティヴ・エアフォース、ダイダリア騎士団、全米ライフル協会、海外戦争退役軍人会(VFW)の会員、アメリカ戦闘機エース協会、全米第二次大戦グライダーパイロット協会、宇宙探検家協会の名誉会員でもある。

## 大衆文化において
以下の作品に、スレイトンが登場する。
- 1983年の映画『ライトスタッフ』（演:スコット・ポーリン（英語版））[27]
- 1995年の映画『アポロ13』（演:クリス・エリス）[28]
- 1996年のテレビ映画『アポロ11（英語版）』（演:ジャック・コンレイ（英語版））[29]
- 1998年のテレビドラマ『フロム・ジ・アース/人類、月に立つ』（演:ニック・サーシー）[30]
- 2009年のテレビ映画『ムーンショット（英語版）』（演:ナイジェル・ホイットメイ（英語版））[31]
- 2015年のテレビドラマ『アストロノート・ワイブス・クラブ（英語版）』（演:ケネス・ミッチェル）[32]
- 2016年の映画『ドリーム』（演:エヴァン・ホルツマン）[33]
- 2018年の映画『ファースト・マン』（演:カイル・チャンドラー）[34]
- 2019年のテレビドラマ『フォー・オール・マンカインド』（演:クリス・バウアー）[35][36]
- 2020年のテレビドラマ『マーキュリー・セブン』（演:マイカ・ストック（英語版））